# Matías Oyola
Matías Oyola (Río Cuarto, Córdoba, 15 de octubre de 1982) es un exfutbolista argentino nacionalizado ecuatoriano. Jugaba en la posición de mediocampista.
Desde 2009 hasta 2021 militó en la primera plantilla del Barcelona Sporting Club. vistiendo el dorsal número «18», siendo el capitán y máximo referente del club.
Comenzó su carrera como profesional en River Plate, club con el que debutó en 2003 donde obtuvo el Torneo Clausura. A mediados de 2003 pasa a Defensores de Belgrano donde tuvo una destacada participación en los 2 años que estuvo con el Defe. En 2005 pasa a Gimnasia y Esgrima de Jujuy donde fue figura del club.
Luego de tener muy buenas actuaciones en Defensores de Belgrano y Gimnasia de Jujuy, regresó en 2006 al elenco millonario pero tras no tener muchas oportunidades se le abren las puertas para que busque otro club. A mediados de 2006 pasó cedido a C.A. Belgrano donde tuvo un excelente año llamando la atención de varios clubes. En 2007 fue transferido al Independiente donde finalmente no tuvo un buen año lo cual obligó al club a cederlo.
En 2009 pasa a Colón de Santa Fe donde tuvo una actuación regular lo cual obligó a la directiva a no renovar su contrato. A mediados de 2009 pasó al Barcelona de Ecuador, donde actualmente es considerado un «ídolo» por sus grandes actuaciones y entrega al equipo, además de ser uno de los referentes y capitán del cuadro canario. Luego de ser parte de la plantilla que logró salvar al club del descenso en 2009, Oyola se coronó campeón con Barcelona en 2012, 2016, 2020 siendo él el encargado de alzar la copa del campeón como capitán del equipo, junto a Damian Díaz en 2020.
El 2 de octubre de 2019 con su gol en la victoria 4 a 1 frente al Delfín SC se convierte en el primer jugador en marcar goles durante 11 años consecutivos con el club. En 2020 marco su último gol hasta la fecha en la ronda de penales ante Liga de Quito en la final de la Liga Pro Ecuador 2020.

## Biografía
Matías Oyola, nacido el 15 de bre de 1982 en la Ciudad de Río Cuarto Provincia de Córdoba, Argentina. En Río Cuarto realizó infantiles en el Club Deportivo Boedo. Se casó con Agostina Cappellari. El mediocampista comenzó su carrera como profesional a los 14 años en Club Atlético River Plate, club con el que debutó en el 2003 y logrando el Torneo Clausura.
Luego pasó a Defensores de Belgrano, Gimnasia y Esgrima de Jujuy, volvió a River Plate, Belgrano de Córdoba, Independiente, Colón de Santa Fe y finalmente desde el 2009 migró por primera vez fuera de su país para jugar en el Barcelona de Ecuador, donde ganó popularidad en la hinchada local por sus actuaciones relevantes en cada partido. En 2012, 2016 y 2020 logra quedar campeón con Barcelona, siendo los décimo cuarto , décimo quinto y décimo sexto campeonatos locales para el club ecuatoriano.

## Trayectoria deportiva
Es volante por la banda izquierda. Surgido de las inferiores de River Plate donde obtuvo el Torneo Clausura 2003. Sus comienzos en «la banda» no fueron muy relevantes. Tal es así que tuvo que ser cedido a préstamo al club Defensores de Belgrano para que adquiera la experiencia profesional que quizás en River no podía tener por contar con jugadores de la talla de Andrés D'Alessandro o de Víctor Zapata.
Sin embargo, en "el dragón", supo estar a la altura de las circunstancias con un excelente rendimiento en las canchas del ascenso. Y ese nivel desembocó en que muchos clubes de Primera División se fijen en él; fue por eso que Gimnasia y Esgrima de Jujuy aceleró las negociaciones y terminó por contratar los servicios del zurdo. Allí, el "Poni" volvió a lucirse con actuaciones destacadas en aquella temporada del 2005-06 y le permitió retornar ya más formado a su club de origen, River Plate.
A pesar de haber contado con la continuidad necesaria, en los anteriores clubes, como para pelear por un puesto entre los titulares, Daniel Alberto Pasarella, entrenador de River, en aquella oportunidad siguió por la senda de los anteriores entrenadores y Oyola otra vez tuvo que emigrar de la institución millonaria.
El club que le abrió las puertas, en esa ocasión, fue Belgrano de Córdoba. Pero el destino del jugador estaba empecinado en el padecimiento, porque meses después el "Poni" desembarcó en Independiente de Avellaneda. Y pese a tener alguna que otra buena actuación, el zurdo volvió a emigrar.
El último paso de Matías Oyola en un club de Primera División de Argentina fue en Colón de Santa Fe, donde -pese a tener actuaciones destacadas- no terminó por convencer a la dirigencia como para hacer uso de la opción de compra ya que los derechos federativos y económicos del jugador le pertenecían a Independiente.

### Barcelona
Para la segunda etapa del Torneo Ecuatoriano 2009 fue cedido al Barcelona de Ecuador junto a Hernan Encina, ambos pedidos expresamente por el entonces entrenador Juan Manuel Llop. Marcó su primer gol con Barcelona, el 5 de agosto del 2009, mediante un tiro libre que dejó sin opciones al portero José Francisco Cevallos de la Liga de Quito.

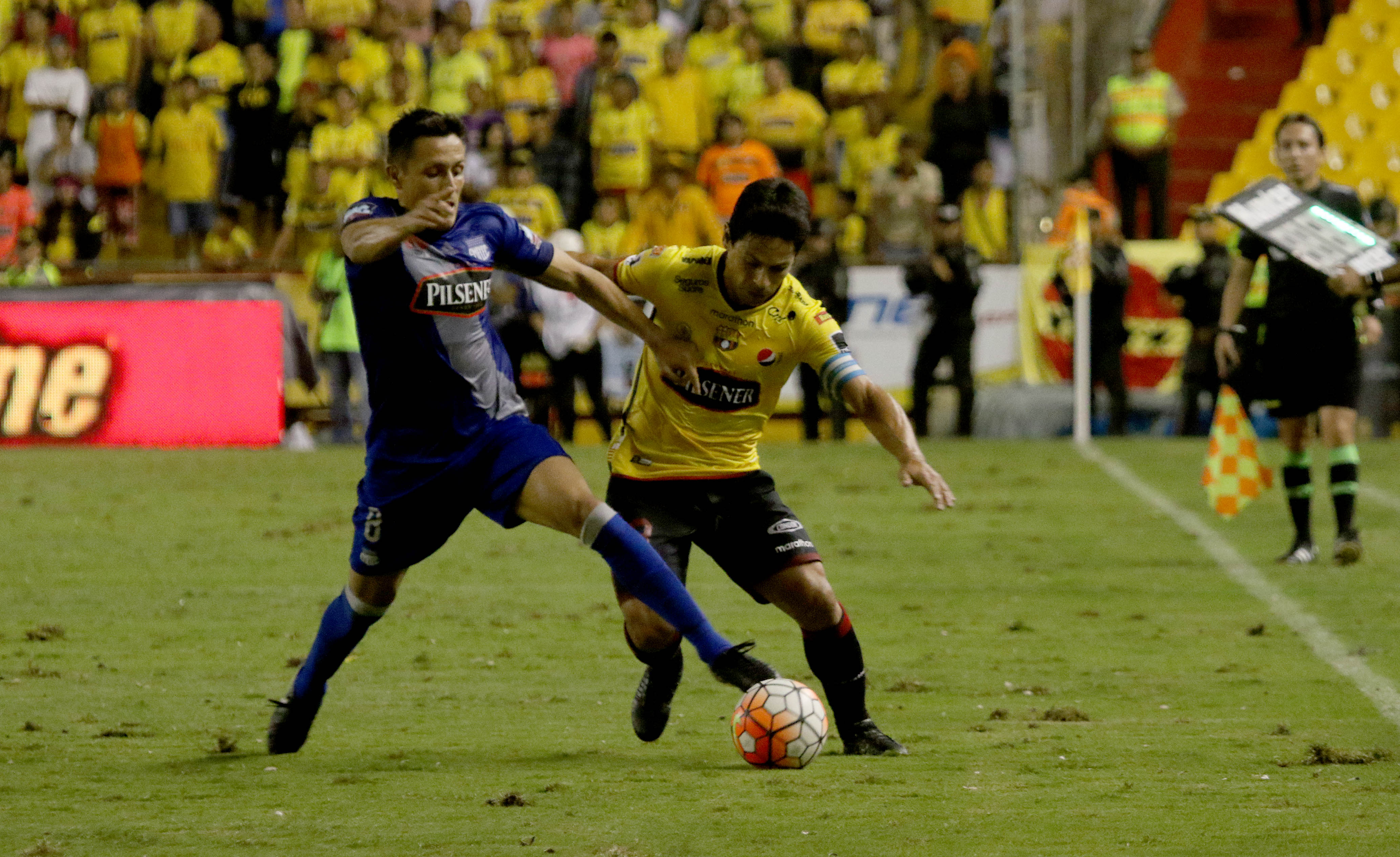
Matías Oyola disputa el balón con Marcos Mondaini en el Clásico del Astillero 2017.

Oyola en el año 2010 pasó a ser el extranjero de más alto nivel del Barcelona y uno de los más completos del fútbol ecuatoriano, se ganó el aprecio de la hinchada y de la prensa especializada debido a que -con su fuerza y entrega- se especializó en ganar duelos personales en la cancha versus jugadores de alto nivel técnico de equipos rivales.
En 2011 Oyola siguió manteniéndose como titular fijo del equipo por el entonces entrenador Rubén Darío Insúa, pero los malos resultados hicieron que Insúa fuese despedido y contraten al ecuatoriano Álex Aguinaga, con ambos entrenadores Oyola no mostró su mejor nivel. Pero tras la llegada de Luis Zubeldía volvió a mostrar su mejor nivel, calificándolo Zubeldía como uno de los mejores en Ecuador en ese puesto, mediocampista de marca.
En la temporada 2012 fue uno de los jugadores claves para que el Barcelona gane la primera etapa del torneo local formando dupla con su compatriota el argentino Damián Díaz y los ecuatorianos Hólger Matamoros y Michael Jackson Quiñonez. A fines de año Barcelona vuelve a ganar la segunda etapa quedando automáticamente campeón, siendo Oyola quien alzó la copa en su calidad de capitán.
En 2014 logra el vicecampeonato con Barcelona, mientras que para el año siguiente sufre una grave lesión que lo aleja de las canchas más de 6 meses.
El 11 de mayo de 2016 regresa a las canchas en el Clásico del Astillero frente al Emelec, siendo una de las piezas claves para que el club torero obtenga su décimo quinto título en el campeonato de dicho algo y con un sueldo de 45 mil dólares mensuales convirtiéndose así en uno de los jugadores mejor pagados del Club.
El 2 de octubre de 2019, Oyola se convierte en el primer jugador en la historia de Barcelona Sporting Club en marcar en 11 años consecutivos con la camiseta del equipo torero en partidos oficiales.

## Selección nacional

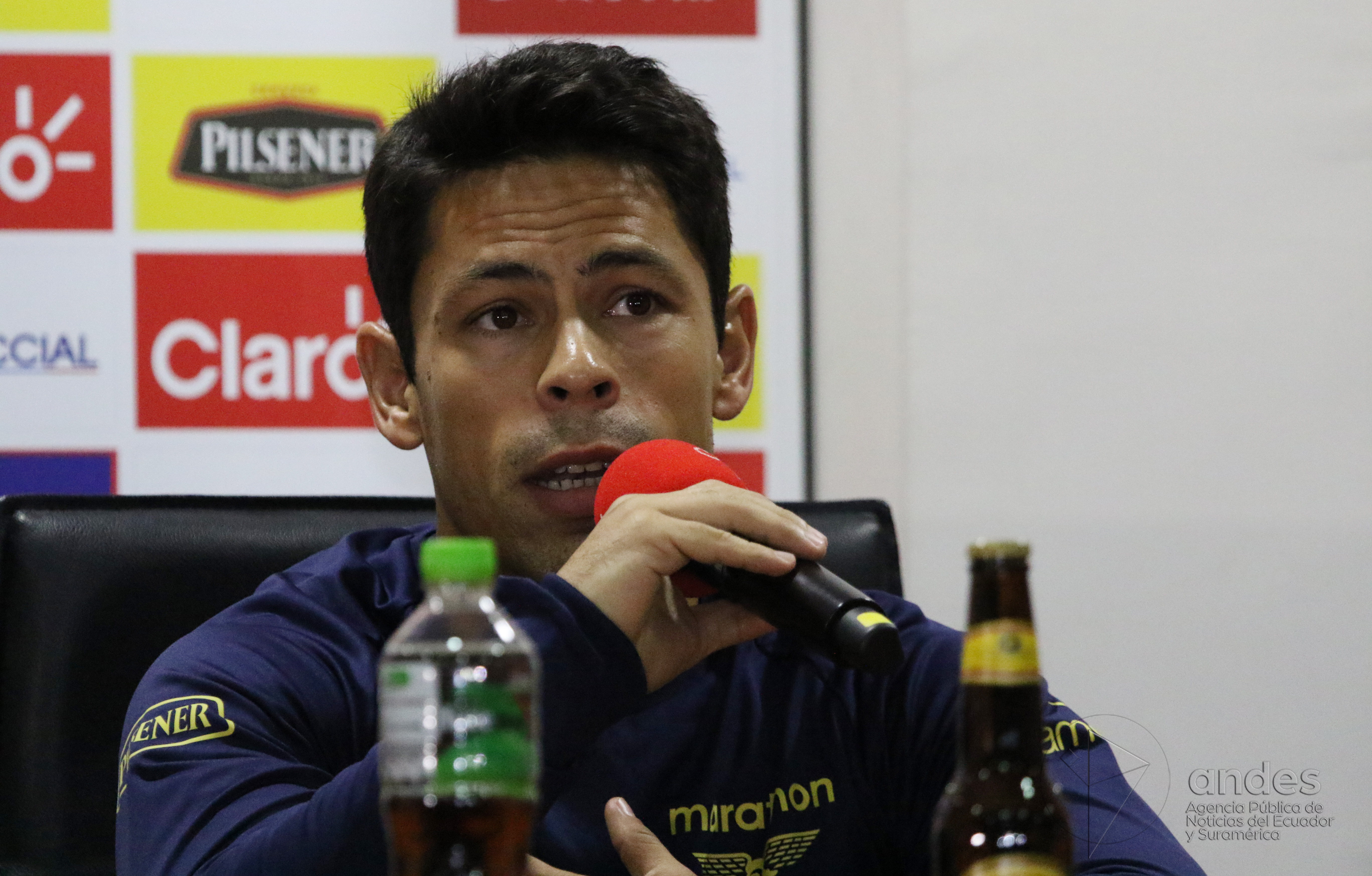
Matías Oyola en una rueda de prensa con la selección de Ecuador.

El 26 de septiembre de 2016 es convocado por Gustavo Quinteros para integrar la selección de Ecuador con una convocatoria inicial de 31 jugadores donde solo quedaran 23 elementos, los cuales enfrentaran a la Selección de Chile y Bolivia correspondiente a las Eliminatorias Rusia 2018.
Su debut fue el 11 de octubre en el empate 2 a 2 ante la selección de Bolivia ingresando en el minuto 77 en reemplazo de Jefferson Orejuela, donde en el poco tiempo que tuvo Oyola fue uno de los que participó en la jugada del gol que llevó al empate a Ecuador.

### Participaciones en Eliminatorias
| N.º | Eliminatorias     | Sede            | Resultado      | PJ | Goles |
| --- | ----------------- | --------------- | -------------- | -- | ----- |
| 1   | Eliminatoria 2018 | América del Sur | No clasificado | 3  | 0     |

### Partidos internacionales
Actualizado el 11 de junio de 2022.
| \| N.° \| Fecha \| Ciudad \| Rival \| Resultado \| Resultado \| Competencia \| \| --- \| --------------------- \| ---------- \| ----------------- \| --------- \| --------- \| ----------------------------------- \| \| 1. \| 11 de octubre de 2016 \| La Paz \| Bolivia \| 2-2 \| Empate \| Eliminatorias al Mundial Rusia 2018 \| \| 2. \| 22 de febrero de 2017 \| Guayaquil \| Honduras \| 3-1 \| Victoria \| Amistoso \| \| 3. \| 23 de marzo de 2017 \| Asunción \| Paraguay \| 1-2 \| Derrota \| Eliminatorias al Mundial Rusia 2018 \| \| 4. \| 28 de marzo de 2017 \| Quito \| Colombia \| 0-2 \| Derrota \| Eliminatorias al Mundial Rusia 2018 \| \| 5. \| 8 de junio de 2017 \| Boca Ratón \| Venezuela \| 1-1 \| Empate \| Amistoso \| \| 6. \| 13 de junio de 2017 \| Harrison \| El Salvador \| 3-0 \| Victoria \| Amistoso \| \| 7. \| 26 de julio de 2017 \| Guayaquil \| Trinidad y Tobago \| 3-1 \| Victoria \| Amistoso \| |                       |            |                   |           |           |                                     |
| N.° | Fecha                 | Ciudad     | Rival             | Resultado | Resultado | Competencia                         |
| 1. | 11 de octubre de 2016 | La Paz     | Bolivia           | 2-2       | Empate    | Eliminatorias al Mundial Rusia 2018 |
| 2. | 22 de febrero de 2017 | Guayaquil  | Honduras          | 3-1       | Victoria  | Amistoso                            |
| 3. | 23 de marzo de 2017   | Asunción   | Paraguay          | 1-2       | Derrota   | Eliminatorias al Mundial Rusia 2018 |
| 4. | 28 de marzo de 2017   | Quito      | Colombia          | 0-2       | Derrota   | Eliminatorias al Mundial Rusia 2018 |
| 5. | 8 de junio de 2017    | Boca Ratón | Venezuela         | 1-1       | Empate    | Amistoso                            |
| 6. | 13 de junio de 2017   | Harrison   | El Salvador       | 3-0       | Victoria  | Amistoso                            |
| 7. | 26 de julio de 2017   | Guayaquil  | Trinidad y Tobago | 3-1       | Victoria  | Amistoso                            |

## Clubes
| Club                                | País                | Año                 | Partidos | Goles |
| ----------------------------------- | ------------------- | ------------------- | -------- | ----- |
| All Boys                            | Argentina           | 2003                | 19       | 6     |
| Arsenal de Sarandí                  | Argentina           | 2003-2004           | 62       | 9     |
| Club de Gimnasia y Esgrima La Plata | Argentina           | 2005                | 26       | 13    |
| Belgrano                            | Argentina           | 2006                | 17       | 5     |
| River Plate                         | Argentina           | 2006-2007           | 9        | 9     |
| Independiente                       | Argentina           | 2008                | 20       | 2     |
| Colón                               | Argentina           | 2009                | 31       | 2     |
| Barcelona                           | Ecuador             | 2009-2021           | 418      | 35    |
| Guayaquil City                      | Ecuador             | 2022                | 24       | 6     |
| Total en su carrera                 | Total en su carrera | Total en su carrera | 626      | 86    |

### Participaciones internacionales
| N.º | Torneo                 | Club          | Resultado        |
| --- | ---------------------- | ------------- | ---------------- |
| 1   | Copa Sudamericana 2008 | Independiente | Primera fase     |
| 2   | Copa Sudamericana 2010 | Barcelona     | Segunda fase     |
| 3   | Copa Sudamericana 2012 | Barcelona     | Octavos de final |
| 4   | Copa Libertadores 2013 | Barcelona     | Fase de grupos   |
| 5   | Copa Libertadores 2015 | Barcelona     | Fase de grupos   |
| 6   | Copa Sudamericana 2016 | Barcelona     | Primera Fase     |
| 7   | Copa Libertadores 2017 | Barcelona     | Semifinal        |
| 8   | Copa Sudamericana 2018 | Barcelona     | Primera Fase     |
| 9   | Copa Libertadores 2020 | Barcelona     | Fase de grupos   |
| 10  | Copa Libertadores 2021 | Barcelona     | Semifinal        |

## Palmarés

### Campeonatos nacionales
| N.º | Título           | Club        | País      | Año    |
| --- | ---------------- | ----------- | --------- | ------ |
| 1   | Primera División | River Plate | Argentina | C-2003 |
| 2   | Serie A          | Barcelona   | Ecuador   | 2012   |
| 3   | Serie A          | Barcelona   | Ecuador   | 2016   |
| 4   | Serie A          | Barcelona   | Ecuador   | 2020   |

Otros logros :
- Subcampeón del Campeonato Ecuatoriano de Fútbol 2014 con Barcelona

### Campeonatos nacionales amistosos
| N.º | Título                       | Club          | País      | Año  |
| --- | ---------------------------- | ------------- | --------- | ---- |
| 1   | Copa Ciudad de Mar del Plata | Independiente | Argentina | 2007 |
| 2   | Copa Provincia de Salta      | Independiente | Argentina | 2008 |
| 3   | Copa Prefectura de Los Ríos  | Barcelona     | Ecuador   | 2011 |
| 4   | Trofeo Cruz Sayo             | Barcelona     | Ecuador   | 2011 |
| 5   | Copa Ídolos del Ecuador      | Barcelona     | Ecuador   | 2011 |
| 5   | Copa Nelson Muñoz            | Barcelona     | Ecuador   | 2012 |
| 6   | Copa Yasuní ITT              | Barcelona     | Ecuador   | 2012 |
| 7   | Copa Nelson Muñoz            | Barcelona     | Ecuador   | 2013 |
| 8   | Copa Sata                    | Barcelona     | Ecuador   | 2014 |
| 8   | Copa del Astillero Europeo   | Barcelona     | Ecuador   | 2014 |
| 9   | Copa Prefectura del Guayas   | Barcelona     | Ecuador   | 2014 |
| 10  | Copa Banco de Loja           | Barcelona     | Ecuador   | 2014 |
| 11  | Trofeo Hincha Amarillo       | Barcelona     | Ecuador   | 2015 |
| 12  | Copa Nelson Muñoz            | Barcelona     | Ecuador   | 2016 |
| 13  | Copa Alberto Spencer         | Barcelona     | Ecuador   | 2019 |
| 14  | Copa Nelson Muñoz            | Barcelona     | Ecuador   | 2020 |

### Campeonatos internacionales amistosos
| N.º | Título             | Club      | Sede      | Año  |
| --- | ------------------ | --------- | --------- | ---- |
| 1   | Copa Paso de Jama  | Gimnasia  | Argentina | 2005 |
| 2   | Copa EuroAmericana | Barcelona | Ecuador   | 2015 |
| 3   | Copa Antel         | Barcelona | Uruguay   | 2019 |

### Distinciones individuales
| N.º | Distinción                                                 | Club      | País    | Año  |
| --- | ---------------------------------------------------------- | --------- | ------- | ---- |
| 1   | Incluido en el 11 Ideal del Campeonato Ecuatoriano 2012    | Barcelona | Ecuador | 2012 |
| 2   | Incluido en el 11 Ideal del Campeonato Ecuatoriano 2014    | Barcelona | Ecuador | 2014 |
| 3   | Parte de los mejores 10 extranjeros del 2016 para Ecuagol  | Barcelona | Ecuador | 2016 |
| 4   | Incluido en el 11 Ideal de la Copa Banco del Pacífico 2016 | Barcelona | Ecuador | 2016 |
| 5   | Incluido en el 11 ideal de la Serie A Ecuador por Claro    | Barcelona | Ecuador | 2016 |
| 6   | Incluido en el 11 Ideal de la Copa Banco del Pacífico 2017 | Barcelona | Ecuador | 2017 |

## Datos
- Su apodo es «El Poni Oyola» debido a su baja estatura (poni).
- Posee además una muy buena predisposición a la marca y una muy buena pegada con su pierna izquierda, razón por la cual suele ser asignado para los tiros libres.